# Brachystephanus myrmecophilus
Brachystephanus myrmecophilus är en akantusväxtart som beskrevs av D. Champluvier. Brachystephanus myrmecophilus ingår i släktet Brachystephanus och familjen akantusväxter. Utöver nominatformen finns också underarten B. m. amphipuberulus.